# Amir Ben Abdelmoumen
Amir Ben Abdelmoumen est un acteur et mannequin belge né à Uccle (Belgique) le 7 mars 1998.

## Biographie

### Carrière cinématographique
Amir Ben Abdelmoumen a été révélé au grand public en jouant dans le film Oscar et la dame rose, réalisé par l'écrivain Éric-Emmanuel Schmitt,.
Le 5 février, Amir est nommé au Magritte du cinéma.
Il a joué dans le court-métrage Sonate pour Ismaël, réalisé par Sébastien Maggiani et Olivier Vidal. Il joue dans un long métrage intitulé Hasta Mañana, sorti en 2014. En juillet 2011, il a également participé au tournage du film de Guillaume Contival, intitulé La dernière disparition, et portant sur la consommation d'alcool chez les jeunes.
Il est managé par l'agence Sophie Lemaître à Paris.

## Filmographie
- 2008 : Complot d'amateurs, téléfilm de Vincent Monnet : Daniel
- 2009 : Oscar et la Dame rose d'Éric-Emmanuel Schmitt : Oscar
- 2009 : Mimesis de Camille Meynard : Le garçon
- 2010 : Fils unique de Miel Van Hoogenbemt : Vincent petit
- 2011 : Pasteur, téléfilm de Alain Brunard : Joseph Meister
- 2014 : Hasta mañana de Sébastien Maggiani et Olivier Vidal : Nino

## Nominations
- 2011 : Nomination au Magritte du cinéma du Meilleur espoir masculin